# Ceraunius Fossae
Le Ceraunius Fossae sono una struttura geologica della superficie di Marte.